# Forze speciali bielorusse
Le forze speciali bielorusse sono le forze speciali delle forze armate bielorusse formate con unità rimanenti delle forze armate sovietiche, del GRU e del KGB.
Le unità bielorusse conducono esercizi congiunti con le forze armate russe in cui le unità speciali bielorusse partecipano intensivamente. Il partito dominante in Bielorussia è stato accusato di usare le forze speciali per assassinare i leader dell'opposizione.

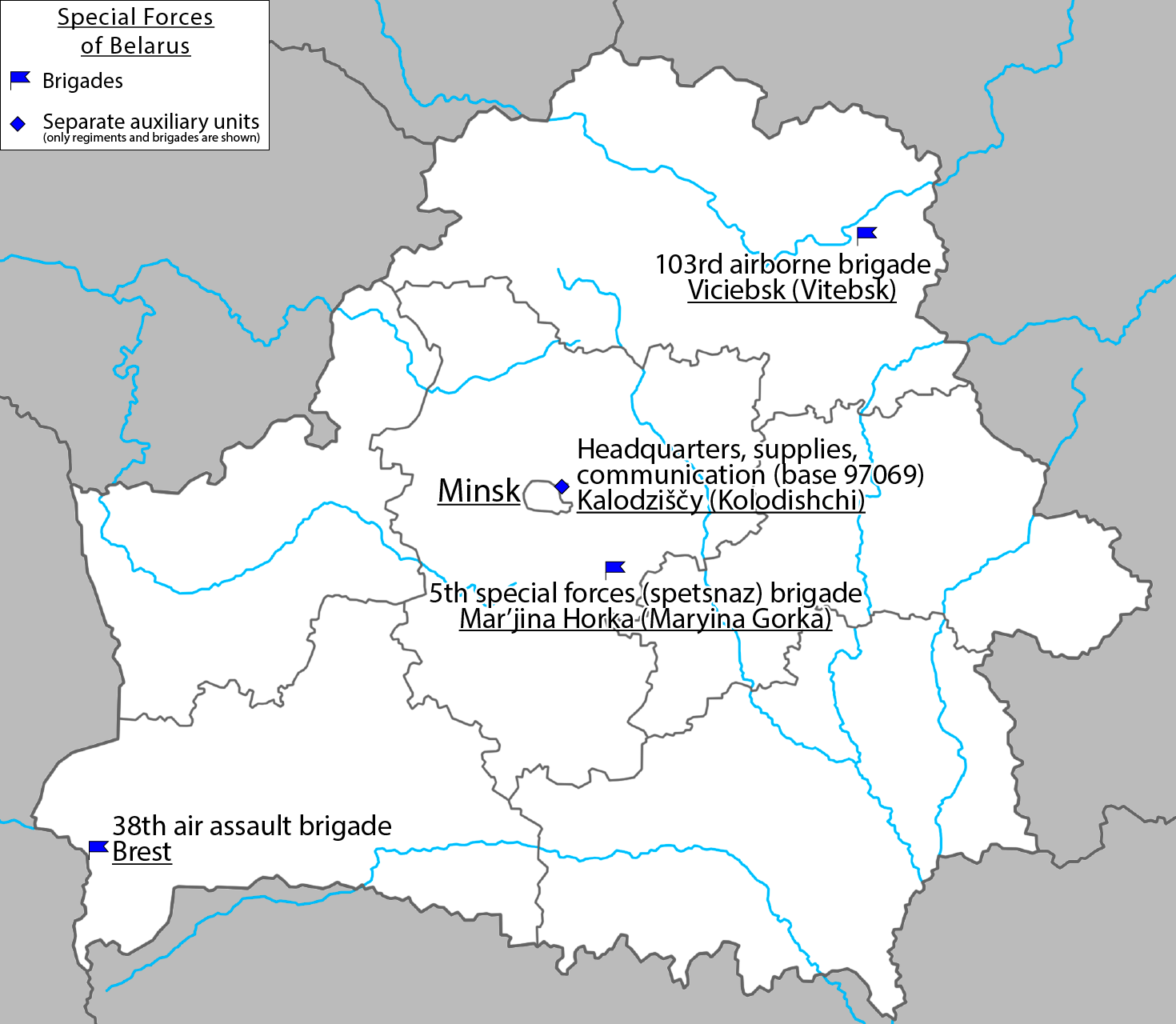

Le operazioni speciali dell'esercito bielorusso comprendono:
- 38ª Brigata d'assalto aereo della guardia (Brėst)
- 103ª Brigata aviotrasportata della guardia (Vicebsk)
- 5ª Brigata Specnaz (Mar"ina Horka)

Queste sono le unità incaricate di portare avanti operazioni di particolare importanza:
- 33º Distaccamento Specnaz della guardia
- Un distaccamento con incarichi speciali proveniente dalla 5ª Brigata Specnaz
- 527ª Compagnia Specnaz
- 22ª Compagnia Specnaz

Il KGB della Bielorussia è l'agenzia d'intelligence della Bielorussia. È stata formata con operatori e personale ereditati in seguito alla dissoluzione dell'Unione Sovietica. L'agenzia controlla il proprio Spetsgruppa "A" (Alpha Group), che è la principale unità anti-terrorismo della Bielorussia.